# Harald Nielsen
Harald Ingemann Nielsen (26. října 1941, Frederikshavn, Dánsko – 11. srpna 2015, Klampenborg, Dánsko) byl dánský fotbalový útočník. Šest let hrál v italské Boloně, se kterou vyhrál jeden titul (1963/64) v lize. S národním týmem Dánska získal stříbrnou medaili na OH 1960.

## Statistiky

### Klubové
| Sezóna                  | Klub                    | Liga                    | Liga   | Liga | Ligové poháry | Ligové poháry | Ligové poháry | Kontinentální poháry | Kontinentální poháry | Kontinentální poháry | Celkem | Celkem |
| Sezóna                  | Klub                    | Soutěž                  | Zápasy | Góly | Soutěž        | Zápasy        | Góly          | Soutěž               | Zápasy               | Góly                 | Zápasy | Góly   |
| ----------------------- | ----------------------- | ----------------------- | ------ | ---- | ------------- | ------------- | ------------- | -------------------- | -------------------- | -------------------- | ------ | ------ |
| 1959                    | Frederikshavn           | 2. liga                 | 21     | 19   | -             | 0             | 0             | -                    | 0                    | 0                    | 21     | 19     |
| 1960                    | Frederikshavn           | 1. division             | 22     | 19   | -             | 0             | 0             | -                    | 0                    | 0                    | 22     | 19     |
| 1961                    | Frederikshavn           | 1. division             | 6      | 5    | -             | 0             | 0             | -                    | 0                    | 0                    | 6      | 5      |
| Celkem za Frederikshavn | Celkem za Frederikshavn | Celkem za Frederikshavn | 49     | 43   | -             | 0             | 0             | -                    | 0                    | 0                    | 49     | 43     |
| 1961/62                 | Boloňa                  | Serie A                 | 16     | 8    | IP            | 0             | 0             | Stř.P 61+Stř.P 62    | 2+7                  | 2+11                 | 25     | 19     |
| 1962/63                 | Boloňa                  | Serie A                 | 29     | 19   | IP            | 0             | 0             | Stř.P                | 1                    | 0                    | 30     | 19     |
| 1963/64                 | Boloňa                  | Serie A                 | 31+1   | 21+1 | IP            | 2             | 2             | Stř.P                | 0                    | 0                    | 34     | 24     |
| 1964/65                 | Boloňa                  | Serie A                 | 31     | 13   | IP            | 1             | 0             | PMEZ                 | 3                    | 1                    | 35     | 14     |
| 1965/66                 | Boloňa                  | Serie A                 | 29     | 12   | IP            | 0             | 0             | -                    | 0                    | 0                    | 29     | 12     |
| 1966/67                 | Boloňa                  | Serie A                 | 21     | 8    | IP            | 0             | 0             | VP                   | 5                    | 4                    | 26     | 12     |
| Celkem za Boloňu        | Celkem za Boloňu        | Celkem za Boloňu        | 158    | 82   | -             | 3             | 2             | -                    | 18                   | 18                   | 179    | 102    |
| 1967/68                 | Inter                   | Serie A                 | 7      | 2    | IP            | 4             | 2             | -                    | 0                    | 0                    | 11     | 4      |
| 1968/69                 | Neapol                  | Serie A                 | 10     | 2    | IP            | 4             | 2             | -                    | 0                    | 0                    | 14     | 4      |
| 1969/70                 | Sampdoria               | Serie A                 | 4      | 0    | IP            | 3             | 0             | -                    | 0                    | 0                    | 7      | 0      |
| Celkově                 | Celkově                 | Celkově                 | 228    | 129  | -             | 14            | 6             | -                    | 18                   | 18                   | 260    | 153    |

### Reprezentační

#### Statistika na velkých turnajích
| Reprezentace | Rok     | Zápasy            | Zápasy | Zápasy     | Zápasy           | Zápasy           | Zápasy   |
| Reprezentace | Rok     | Fáze turnaje      | Datum  | Soupeř     | Odehraných minut | Vstřelené branky | Výsledek |
| ------------ | ------- | ----------------- | ------ | ---------- | ---------------- | ---------------- | -------- |
| Dánsko       | OH 1960 | 1 zápas skupiny 3 | 26. 8. | Argentina  | 90               | 2                | 3:2      |
| Dánsko       | OH 1960 | 2 zápas skupiny 3 | 29. 8. | Polsko     | 90               | 1                | 2:1      |
| Dánsko       | OH 1960 | 3 zápas skupiny 3 | 1. 9.  | Tunisko    | 90               | 2                | 3:1      |
| Dánsko       | OH 1960 | Semifinále        | 6. 9.  | Maďarsko   | 90               | 1                | 2:0      |
| Dánsko       | OH 1960 | Finále            | 10. 9. | Jugoslávie | 90               | 0                | 1:3      |

## Úspěchy

### Klubové

#### Národní
- vítěz italské ligy (1x)

Boloňa: 1963/64

#### Kontinentální
- vítěz středoevropského poháru (1x)

Boloňa: 1961

### Reprezentační
- 1× na OH (1960 – stříbro)

### Individuální
- 1× dánský fotbalista roku (1961)
- 1× nejlepší střelec dánské ligy (1960 (19 branek)
- 2x nejlepší střelec italské ligy  (1962/63 (19 branek)[7], 1963/64 (21)
- 1× nejlepší střelec středoevropského poháru (1962 (11 branek)